# Krzysztof Grabowski (żeglarz)
Krzysztof Jerzy Grabowski (ur. 5 listopada 1921 w Przemyślu, zginął na morzu 13 stycznia 1964) – polski lotnik i żeglarz, pierwszy Polak, który samotnie przepłynął Atlantyk, kawaler Virtuti Militari.

## Życiorys
W latach 1941–45 służył jako strzelec na bombowcu w polskim dywizjonie 301 RAF, posiadał numer służbowy RAF P-2531. Zestrzelony podczas lotu na bombardowanie Rostocku i internowany w Szwecji, powrócił do Wielkiej Brytanii i w kwietniu 1943 wrócił do służby. Brał udział w misjach nad Niemcami, Włochami, Jugosławią, Grecją i Czechosłowacją, a także nad Polską. Był odznaczony orderem Virtuti Militari nr 9675, Krzyżem Walecznych (trzykrotnie), Medalem Lotniczym i Srebrnym Krzyżem Zasługi z Mieczami. Wojnę zakończył w polskim stopniu porucznika i angielskim Flight Lieutenanta.
Po wojnie nie zdecydował się na powrót do komunistycznej Polski, zamieszkał z rodziną w Libii a następnie w Tunezji. 12 IV 1959 na jachcie „Tethys” (kuter, ok. 40 m kw. pow. ożaglowania, 7,6 m dł.) wyruszył samotnie z Tangeru i 5 VII zawinął do Nowego Jorku. Żeglował potem na Karaibach, Wyspach Dziewiczych i Morzu Śródziemnym. W styczniu 1964 płynąc jako skiper jachtu „Enchantress” z Charleston (South Carolina) w stronę Tahiti, trafił koło wybrzeża Florydy na huragan. Jacht zaginął 13 stycznia 1964 w Trójkącie Bermudzkim i nie został odnaleziony. Krzysztof Grabowski pozostawił pamiętnik pt. „Casting Off”, wydany drukiem staraniem rodziny w 2012.